# 二階堂政元
二階堂 政元（にかいどう まさもと）は、南北朝時代の武士。室町幕府政所執事。

## 生涯
右衛門尉二階堂時元の子。文和2年/正平8年（1353年）に政所執事に補任され、翌年（1354年）に評定衆となる。